# Attenella soquele
Attenella soquele je druh jepice z čeledi Ephemerellidae. Tento druh je rozšířen v západní části USA, zejména v Kalifornii a Oregonu. Dospělci se objevují od června do srpna, s vrcholem líhnutí v červenci. Dospělci tohoto druhu jsou považováni za důležitý zdroj potravy pro ryby v západní části USA. Jako první tento druh popsal Day v roce 1954.